# (6788) 1991 PH15
A (6788) 1991 PH15 a Naprendszer kisbolygóövében található aszteroida. Henry E. Holt fedezte fel 1991. augusztus 7-én.